# Sing Hallelujah
Sing Hallelujah ist ein 1992 aufgenommenes und veröffentlichtes Eurodance-Lied und Top-Ten-Hit des schwedisch-nigerianischen Pop-Musikers, Rappers, Produzenten und Zahnarztes Dr. Alban. Der Song war die dritte Auskopplung aus seinem zweiten Studioalbum One Love.

## Entstehung
Der Song wurde von Dr. Alban selbst und Denniz PoP geschrieben. Denniz PoP produzierte den Titel auch. Neben der 7"-Single erschienen auch eine Maxi-Single sowie eine Remixsingle. Auf der Remixsingle befinden sich der „Easter Mix N.C.“, der „Easter Edit N.C.“ sowie der „DJ's Eurotrans Remix“. Das Artwork der Single stammt von Rene Hedemyr. Im Songtext fordert der Sänger sein Publikum auf, zu feiern und Spaß zu haben. Auch ein Musikvideo wurde veröffentlicht.

## Rezeption
Nach It’s My Life und dem Titelstück One Love wurde der Titel zur nächsten erfolgreichen Single von Dr. Alban, die es in vielen Ländern in die Top Ten schaffte, so etwa in Belgien, Dänemark, Finnland, Deutschland, Island, Schweden, Norwegen, Australien und der Schweiz.
Auch in den folgenden Jahren führte Dr. Alban den Song immer wieder auf, so etwa 2016 im ZDF-Fernsehgarten.
Das Magazin Billboard schrieb in seinem Review, dass der Song „already has enjoyed a very hot run through much of England and Europe. The record's peppy pop/NRG personality is enhanced by rousing handclaps, insistent piano lines, and a chirpy gospel choir. Truly irresistible tune will have you raising your hands to the sky and singing along with the wonderfully catchy chorus.“ Music & Media schrieb: „Pulling teeth is apparently not so painful after all, because down at the doctor's a gospel choir breaks loose on a dance beat.“ The Network Forty schrieb, dass der Song „creating a buzz in the clubs“ (etwa: „die Clubs zum Kochen bringt“).

## Kommerzieller Erfolg

### Chartplatzierungen
| ChartsChartplatzierungen     | Höchstplatzierung | Wochen |
| ---------------------------- | ----------------- | ------ |
| Deutschland (GfK)            | 4 (33 Wo.)        | 33     |
| Österreich (Ö3)              | 7 (19 Wo.)        | 19     |
| Schweden (GLF)               | 6 (8 Wo.)         | 8      |
| Schweiz (IFPI)               | 4 (28 Wo.)        | 28     |
| Vereinigtes Königreich (OCC) | 16 (8 Wo.)        | 8      |

| ChartsJahrescharts (1993) | Platzierung |
| ------------------------- | ----------- |
| Deutschland (GfK)         | 8           |
| Österreich (Ö3)           | 29          |
| Schweiz (IFPI)            | 8           |

### Auszeichnungen für Musikverkäufe
| Land/Region        | Auszeichnungen für Musikverkäufe (Land/Region, Auszeichnung, Verkäufe) | Verkäufe |
| ------------------ | ---------------------------------------------------------------------- | -------- |
| Australien (ARIA)  | Platin                                                                 | 70.000   |
| Dänemark (IFPI)    | Gold                                                                   | 45.000   |
| Deutschland (BVMI) | Platin                                                                 | 500.000  |
| Frankreich (SNEP)  | Silber                                                                 | 125.000  |
| Insgesamt          | 1× Silber · 1× Gold · 2× Platin ·                                      | 740.000  |

## Coverversionen
Coverversionen gibt es von Julia Lindholm mit Dr. Alban, Collectif Métissé (Laisse tomber tes problèmes), Les Schtroumpfs (Laisse schtroumpfer tes problèmes) und Kidz-DJ (Zing Zwarte Piet!).